# Erline Nolte
Erline Nolte (Dortmund, 19 de mayo de 1989) es una deportista alemana que compitió en bobsleigh. Ganó una medalla de bronce en el Campeonato Europeo de Bobsleigh de 2015, en la prueba doble.

## Palmarés internacional
| Campeonato Europeo | Campeonato Europeo  | Campeonato Europeo | Campeonato Europeo |
| Año                | Lugar               | Medalla            | Prueba             |
| ------------------ | ------------------- | ------------------ | ------------------ |
| 2015               | La Plagne (Francia) | Medalla de bronce  | Doble              |